# ماجرای مرموز و پرالتهاب (فیلم ۱۹۸۴)
ماجرای مرموز و پرالتهاب (انگلیسی: Cloak & Dagger) یک فیلم ماجرایی در سبک اکشن، مرموز، جاسوسی و به کارگردانی «ریچارد فرانکلین» است که در سال ۱۹۸۴ منتشر شد. این فیلم، بازسازی یک فیلم قدیمی‌تر به نام پنجره (به کارگردانی تد تتزلف، ۱۹۴۹) است.
این فیلم در جلب نظر منتقدان موفق بود و نمره نسبی آن در وبگاه راتن تومیتوز بر اساس نظر ۹ منتقد، ۶۷٪ است. «جَنِت ویسلین» منتقد سینمایی روزنامه نیویورک تایمز، کارگردانی «ریچارد فرانکلین» و بازیگری هنری توماس و دابنی کلمن را ستود.
شرکت آتاری یک بازی ویدئویی به همین نام و بر اساس داستان همین فیلم، برای آتاری ۵۲۰۰ ساخته است.

## بازیگران
- هنری توماس
- دابنی کلمن
- مایکل مورفی
- جان مک‌اینتایر
- جانت نولان
- ویلیام فورسایث
- لیندن چیلز
- لوئی آندرسن
- رابرت دوکی